# Понсар, Франсуа
Франсуа (Франсис) Понсар (фр. François Ponsard; 1 июня 1814, Вьен — 7 июля 1867, Париж) — французский драматург.
В своих ранних стихотворениях подражал Виктору Гюго, но позже отстранился от романтизма и избрал направление, которое он сам называл «эклектизмом», или школой «здравого смысла».
Он старался оживить классицизм введением большей свободы от правил, большей смелости в положениях и простоты в стиле. Плодом этих усилий Понсара явилась трагедия «Лукреция», имевшая громадный успех (1843). Эта пьеса как бы воскрешала древний мир своей античной простотой, твердостью характеров и звучностью стихов; характер Брута представлен весьма сложным, его фигура напоминает Гамлета. Как бы в виде предисловия к этой трагедии Понсар напечатал статью: «M-lle Rache : de Corneille, de Racine, de Shakespeare». Критика восторженно встретила трагедию, но все отзывы, посвященные ей, восхваление Понсара соединяли с осуждением Гюго.
Меньше успеха имела «Агнесса Меранская». Лучшее, по отзыву критиков, произведение Понсара — «Шарлотта Корде» — с большим удовольствием читалось, чем смотрелось. Понсар снова вернулся к древнему миру в трагедии «Улисс», с хорами; но она не имела успеха и вызвала лишь большое количество пародий, вроде «Porcs vengés» и т. п. Зато небольшая пьеска «Гораций и Лидия» достигла большой популярности.
Современности посвящена была морализующая пьеса Понсара: «Честь и деньги» (фр. L’honneur et l’argent) — инвектива против корыстолюбия; в момент появления (1853) она имела большой успех, позже; однако, уменьшившийся. Как бы ответом на все увеличивавшуюся испорченность общества второй империи явилась комедия Понсара «Биржа» (фр. La bourse, 1856). Очень смелая по замыслу трилогия «То, что нравится женщине» (фр. Ce qui plaît aux femmes) мало удачна по исполнению. Понсар был уже болен, когда выступил с величественной картиной времен Директории: «Le lion amoureux» (1866) и с «Галилеем» (1867), пьесой довольно слабой, но своей темой вызвавшей нападки со стороны клерикальных органов. По поводу комедии в стихах «Влюблённый лев» Гюстав Флобер писал своей племяннице Каролине Комманвиль: «— это гадость, а Понсар — идиот. Можешь говорить это безбоязненно, но принято считать, что вещь прекрасная». В своём сатирическом словаре банальностей и штампов «Лексикон прописных истин» Флобер саркастически замечает: «Понсар — единственный поэт, обладающий здравым смыслом».
В общем, пьесы Понсара отличаются строгой исторической верностью, что иногда мешает даже их сценичности. Успех их обуславливался, с одной стороны, реакцией против крайностей романтизма, с другой — возвышенной моралью автора. В литературе XIX века наиболее сходства с Понсаром имел Казимир Делавинь. К началу нового столетия пьесы Понсара были почти забыты; новейшие критики не могли не отметить их искусственности.